# Erwin Niederwieser
Erwin Niederwieser (* 2. Februar 1951 in Lienz) ist ein österreichischer Politiker (SPÖ) und ehemaliger Abgeordneter zum Österreichischen Nationalrat.

## Leben
Nach der Matura am Humanistischen Gymnasium am Don Bosco Gymnasium Unterwaltersdorf 1970 studierte Niederwieser an der Universität Innsbruck Rechtswissenschaften und Erziehungswissenschaften. 1975 wurde er zum Dr. iur., 1983 zum Dr. phil. promoviert.
Niederwieser arbeitete als Rechtspraktikant und Richteramtsanwärter und in seiner Jugend auch in weniger schillernden Berufen wie Hausdiener, Briefträger, Hilfsarbeiter oder Krankenpfleger. Seit 1975 ist Niederwieser Leiter der Bildungspolitischen Abteilung der Kammer für Arbeiter und Angestellte für Tirol. Dort war er in der Zeit der Mandatsausübung teilkarenziert.

## Politische Ämter
Seine politische Laufbahn begann Niederwieser als Vizebürgermeister von Völs. Dieses Amt übte er von 1986 bis 1990 aus. Er war von 1994 bis 2012 Bezirksparteivorsitzender der SPÖ Innsbruck-Land und Mitglied des Landesparteivorstandes.
Von 5. November 1990 bis 27. Oktober 2008 war Niederwieser Abgeordneter zum Nationalrat. Zuletzt war er Bildungssprecher der SPÖ, stellvertretender Obmann des Unterrichtsausschusses und Mitglied des Unterrichts-, des Wissenschafts- und des Hauptausschusses. Bei den Nationalratswahlen im Herbst 2008 kandidierte Erwin Niederwieser nicht mehr.

## Publikationen
- Abseits von Bologna – Überlegungen für eine demokratische Struktur der Universitäten und eine neue Studienarchitektur, in: Wilhelm Toth (Hrsg.): Reformer, Rastlose, Rebellen – Intellektuelle und die Politik. Wien 2004, S. 97–121
- Soziale Kompetenz: mit Widersprüchen umgehen lernen, in: Erziehung und Unterricht, 155. Jahrgang, 3–4/2005, S. 213–215, Wien 2005
- Eine wissensbasierte Gesellschaft verträgt keine gefühlsorientierte Bildungspolitik, in: Khol u. a. (Hrsg.); Österr. Jahrbuch für Politik, Wien 2005
- Kein Land in Sicht. Beitrag in Bildung Aktuell 03/2006, S. 20–23, Wien 2006
- Die ewigen Dauerbrenner – PISA und die Schulreform, in: Khol u. a. (Hrsg.): Österr. Jahrbuch für Politik. Wien 2007
- Herzilein – Bürgermeisterstärke und Landtagsschwäche, in: Hämmerle/Plaikner (Hrsg.): Tiroler Jahrbuch für Politik 2008/2009. Wien 2009
- Von der Realität zurück zur Vision, in: Broukal/Filzmaier/Hammerl/Hämmerle/Niederwieser/Plaikner/Ulraum/Winkler: Politik auf Österreichisch – Zwischen Wunsch und Realität. Wien 2009
- 100 Jahre Kampf um Gerechtigkeit – Die Geschichte der Arbeiterkammer Tirol. Wagner, Innsbruck 2021

Herausgeberschaft:
- Josef Broukal, Erwin Niederwieser (Hrsg.): Bildung in der Krise – Warum wir uns Nichtstun nicht leisten können, Wien 2010

## Auszeichnungen
- 2000: Großes Goldenes Ehrenzeichen für Verdienste um die Republik Österreich[3]
- 2009: Großes Silbernes Ehrenzeichen mit dem Stern für Verdienste um die Republik Österreich[4]